# 罍
罍，中國商朝晚期至东周时期大型的酒器，雙耳細頸罐式，有方形和圆形两种形状，其中方形见于商代晚期，圆形见于商朝和周朝初年。从商到周，罍的形式逐渐由瘦高转为矮粗，繁缛的图案渐少，变得素雅。

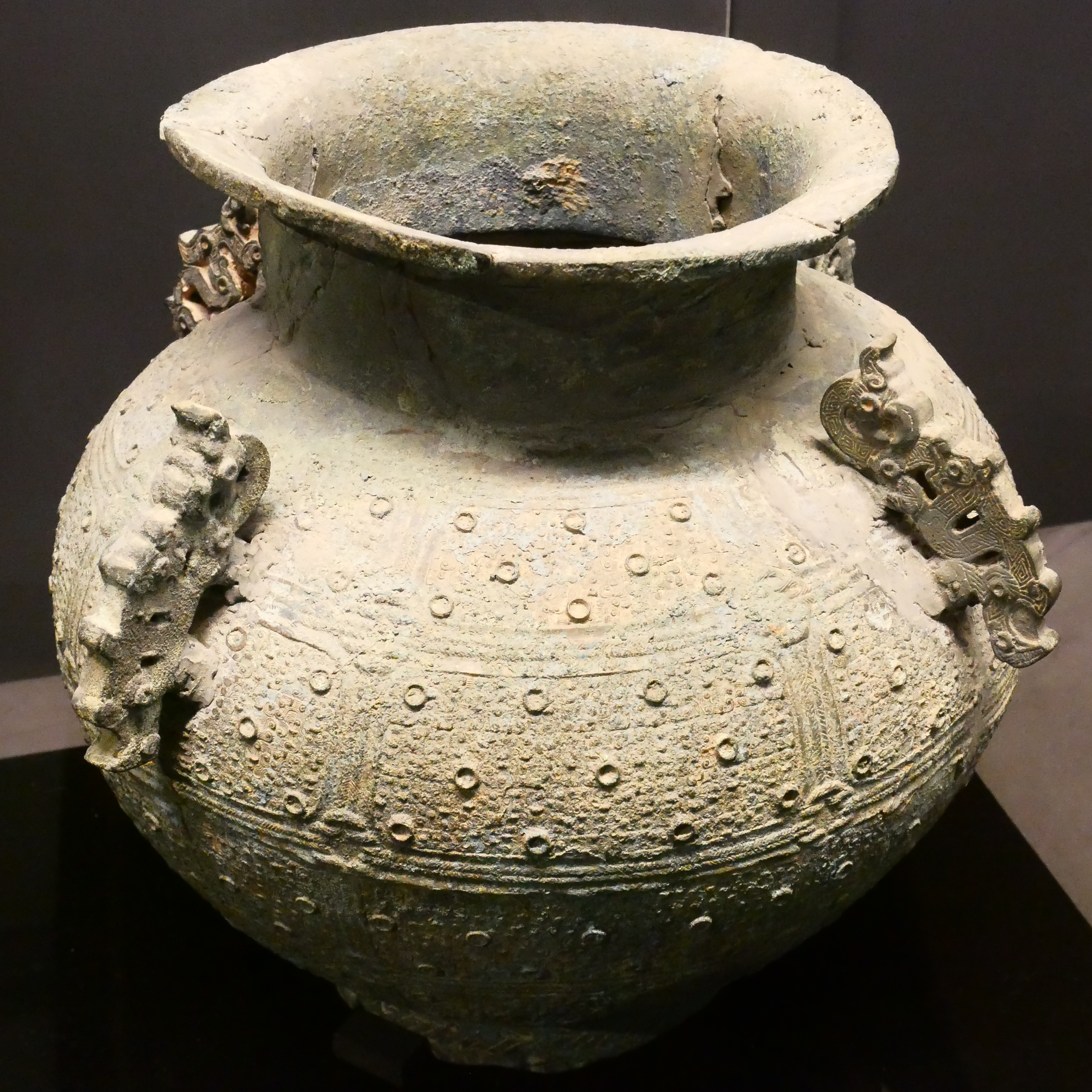
琉璃閣乙墓（河南省新鄉市輝縣市城關街道東關社區）出土綯索紋獸耳罍。全器滿布以綯索紋組成的長方格，內填細密的羽翅紋及若干凸圈紋。

前1600至前1000年的二里崗文化時期，中原開始鑄造罍，並輸出到長江中游，當地其後亦鑄造罍。在商代和西周陪葬的禮器組合中，罍較為少見。在商周疆域外圍，罍一類容器卻是最常見的青銅器種類，可能這是商周王朝送給友邦的禮物。迄今考古發現最華麗的一組罍，來自四川省成都市彭州市濛陽街道竹瓦街。

## 現代仿製品

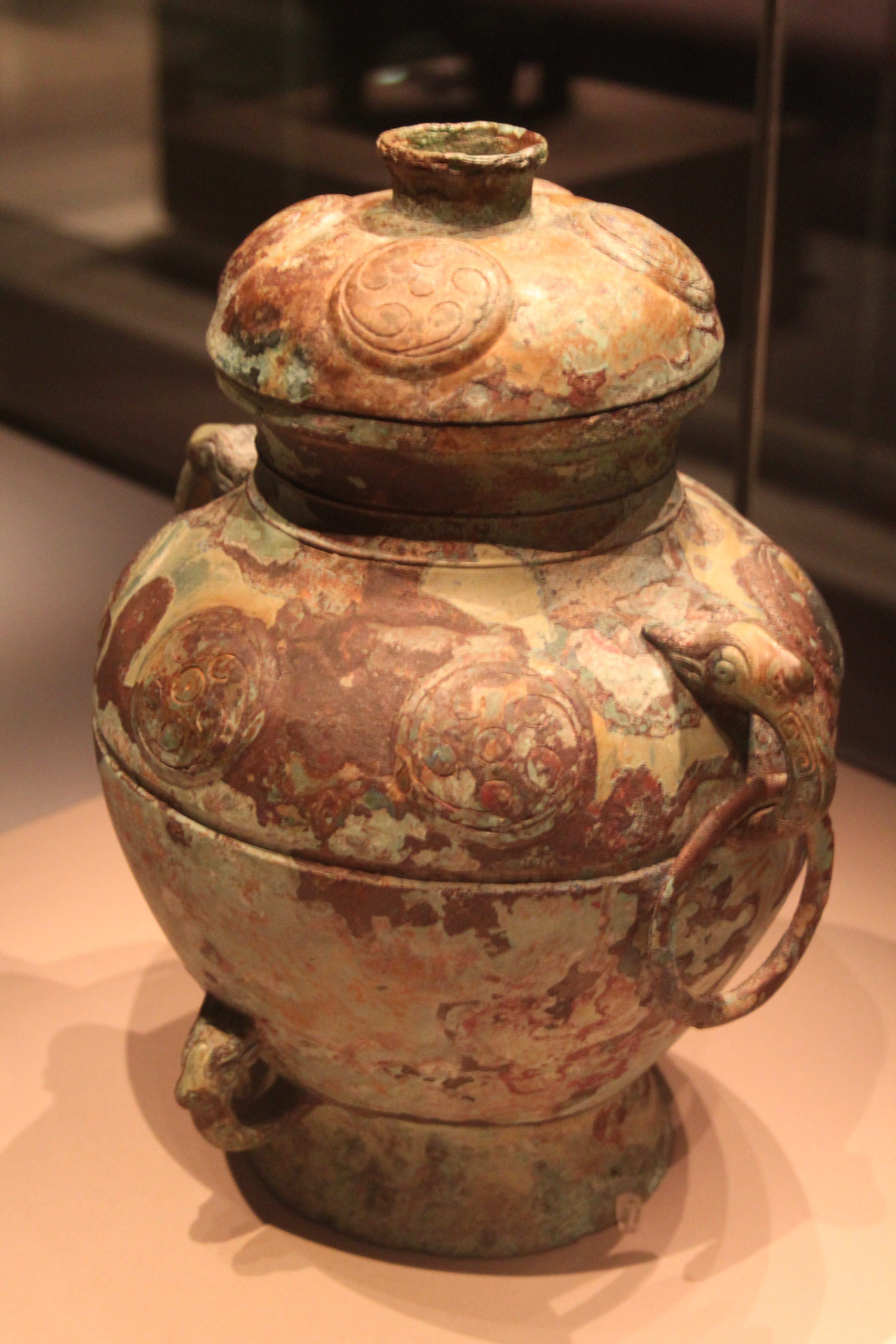
西周初年克罍，銘文记载周天子封燕召公于燕，其子克到燕地赴任，與克盉铭文相同（首都博物馆藏）

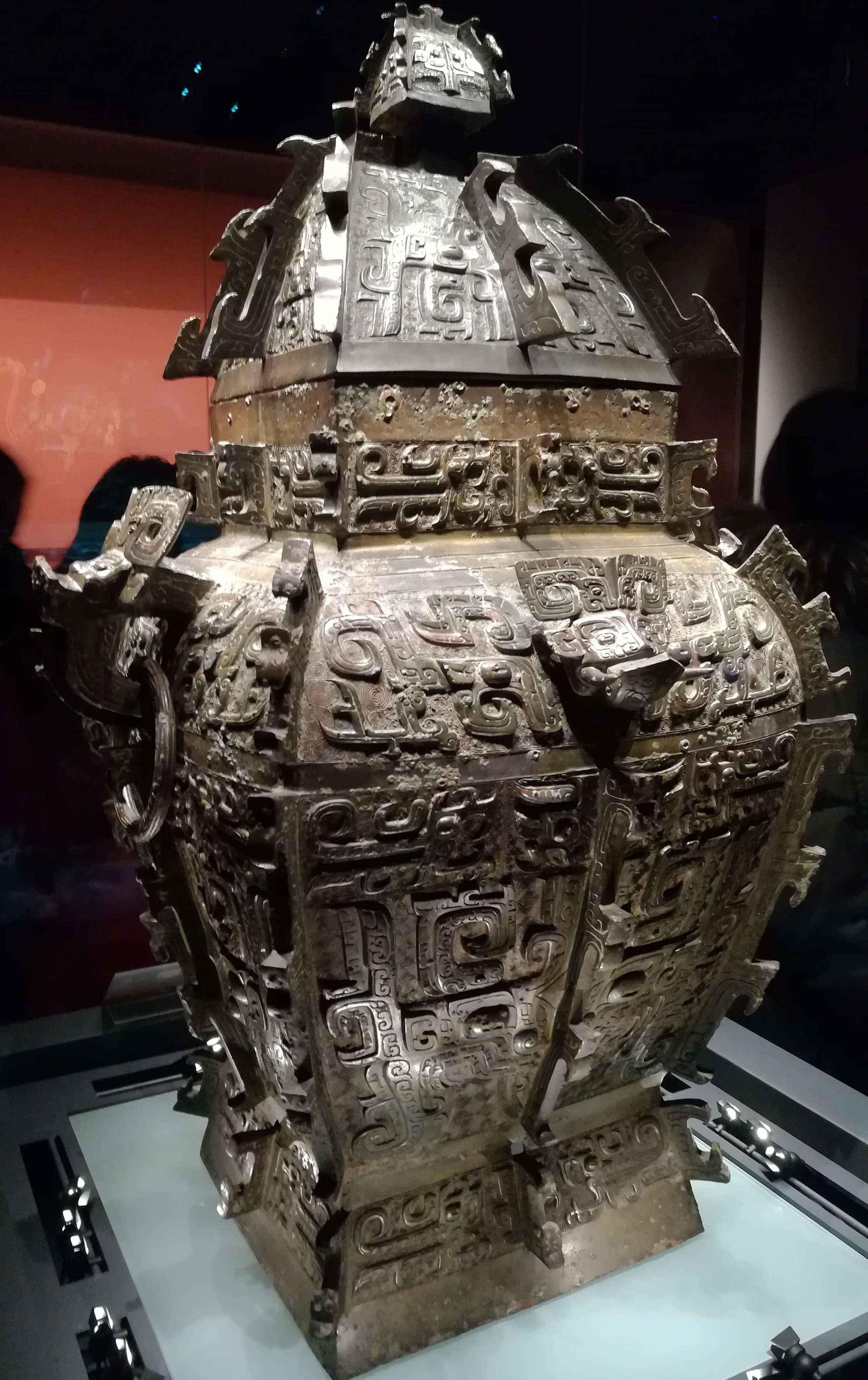
商代晚期皿方罍，為迄今出土的方罍中最大的一件（湖南省博物馆藏）

古代青铜罍由于当时工艺技术问题，底部和器物身体不能一次完成，所以底部是后加的，古代青铜罍底部很厚，达到2厘米至5厘米。而现代仿造的青铜罍底部与器物身体是一次成型，底部很薄。
此外，古代青铜罍由于在土里埋藏3000年，经过热胀冷缩变形，青铜罍内部也有与外部对应的花纹形状的凹凸。这种凹凸在古代制造时候是没有的，古代内范是平整的（内范没有必要刻上与外部一样的花纹），而是经过岁月演变发生的变化。现代仿品内部是平整的，没有经过3000年外部条件变化。